# Umayr Sujuandy
Umayr Sujuandy (* 18. Februar 2003 in Singapur), mit vollständigen Namen Umayr bin Sujuandy, ist ein singapurischer Fußballspieler.

## Karriere
Umayr Sujuandy erlernte das Fußballspielen in der Schulmannschaft der Hong Kah Secondary School. Seinen ersten Vertrag unterschrieb er im Januar 2022 bei dem Erstligisten Young Lions. Die Young Lions sind eine U23-Mannschaft, die 2002 gegründet wurde. In der Elf spielen U23-Nationalspieler und auch Perspektivspieler. Ihnen soll die Möglichkeit gegeben werden, Spielpraxis in der ersten Liga zu sammeln. In der Saison 2022 kam er nicht zum Einsatz. Sein Erstligadebüt gab Umayr Sujuandy am 24. Juni 2023 (17. Spieltag) im Auswärtsspiel gegen den Brunei DPMM FC. Bei der 6:0-Niederlage stand er in der Startelf und spielte die kompletten 90 Minuten.